# Факултет „Електронна техника и технологии“
Факултет „Електронна техника и технологии“ (ФЕТТ) е основно звено в Техническия университет в София.
Основан е през 1987 г. след разделянето на бившия Факултет по радиоелектроника, съществувал от 1963 г.